# Mesopodopsis
Mesopodopsis (лат.) — род ракообразных семейства Mysidae из отряда Мизиды.

## Описание
Представители рода отличаются от других мизид следующими признаками: стебельки глаз удлиненные; передний край карапакса с парой заглазничных шипов; у самцов дистальный сустав усикового стебелька с добавочным жгутиком, помимо лопасти. У самцов 3-й плеопод двуветвистый, 2 и 3-й экзоподиты сегментированные. Боковой край тельсона оканчивается крепким шипом; дистальный край между шипами переходит в полукруг. Чешуйки усиков обычно расположены по всему периметру. Плеоподы самцов: 1-я и 2-я пары всегда рудиментарны; 4-я пара всегда двуветвистая, эндоподит неразделённый, экзоподит более или менее удлинен и разделён, обычно на несколько сегментов. Первый переопод (ходильная нога) имеет хорошо развитый экзопод (внешняя ветвь), карпопроподы эндопода (внутренняя ветвь) с 3-й по 8-ю ветвь переопод делится на подсегменты, и на эндоподе уропод (задних придатках) есть статоцисты.

## Классификация
Род Mesopodopsis был впервые выделен в 1882 году российско-украинским зоологом Владимиром Ивановичем Чернявским (1846—1915) и включает литоральные виды с длиной тела от 5 до 17 мм.
- Mesopodopsis aegyptia Wittmann, 1992[8]
- Mesopodopsis africana O. Tattersall, 1952 — прибрежный вид, Южная Африка, длина около 5 мм, 28S — 33S[7]
- Mesopodopsis orientalis (W. Tattersall, 1908)
- Mesopodopsis slabberi (Van Beneden, 1861)
- Mesopodopsis tenuipes Hanamura, Koizumi, Sawamoto, Siow & Chee, 2008[9]
- Mesopodopsis tropicalis Wittmann, 1992[8]
- Mesopodopsis wooldridgei Wittmann, 1992[8]
- Mesopodopsis zeylanica Nouvel, 1954